# گوستاند هاروتونیان
گوستاند هاروتونیان (ارمنی: Կոստան Հարությունյան؛  ) بازیکن فوتبال بازنشسته در پست مهاجم ارمنی‌تبار اهل ایران است که در دسته اول باشگاه‌های تهران بازی می‌کرد.

## باشگاهی
از باشگاه هایی که در توپ زده‌است می‌توان آرارات تهران و تاج را اشاره کرد.

### گل‌ها
| هفته   | تاریخ | مکان | حریف  | گل وی | نتیجه | رویداد |
| ------ | ----- | ---- | ----- | ----- | ----- | ------ |
| پایانی | ۱۳۴۶  |      | دیهیم | ۱-۰   | ۲-۱   |        |